# Orlik długoczuby
Orlik długoczuby, wojownik długoczuby (Lophaetus occipitalis) – gatunek dużego drapieżnego ptaka z rodziny jastrzębiowatych (Accipitridae). Zamieszkuje tereny tropikalnej Afryki na południe od Sahary.

## Systematyka
Jedyny przedstawiciel rodzaju Lophaetus. Nie wyróżnia się podgatunków. Najnowsze badania genetyczne sugerują pokrewieństwo L. occipitalis z orlikiem malajskim (Ictinaetus malaiensis).

## Morfologia

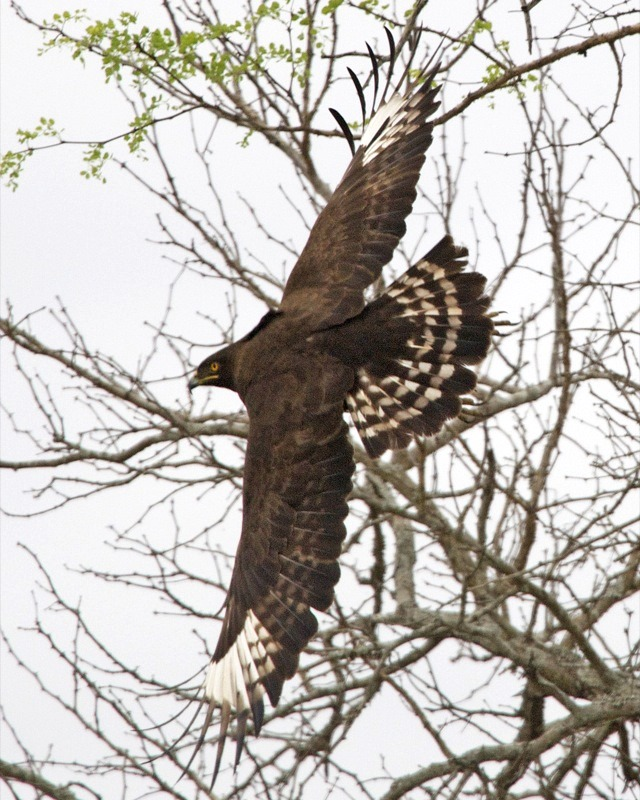
Orlik długoczuby w locie

Ptaki te mają około 53–58 cm długości, a rozpiętość skrzydeł wynosi 112–129 cm. Samce osiągają masę ciała 912–1363 g, samice 1367–1523 g. Ich upierzenie jest w większości ciemnobrązowe po czarne, jednak poprzeczne paski na ogonie i końcówki skrzydeł są białe.

## Ekologia i zachowanie
Występuje na wszystkich typach terenów leśnych i na zadrzewionych sawannach, zwłaszcza na wilgotnych terenach leśnych w pobliżu bagien, obszarów podmokłych i rzek. Spotykany jest także na terenach rolniczych, takich jak plantacje, pola uprawne, pastwiska czy sady. Większość czasu spędza na eksponowanych gałęziach wysokich drzew lub na słupach energetycznych położonych na skraju lasu, na polanach lub wzdłuż dróg.
Żywi się głównie małymi ssakami (zwłaszcza gryzoniami) i ptakami, rzadziej jaszczurkami, owadami, krabami, rybami i wężami.
Jest to ptak monogamiczny i terytorialny. Sezon lęgowy na niektórych obszarach trwa przez cały rok; w południowej Afryce szczyt lęgów przypada na okres lipiec–listopad. Gniazdo na drzewie budują z patyków oboje rodzice i wykładają je w środku zielonymi liśćmi. Niekiedy wykorzystują gniazdo innych ptaków, np. jastrzębia czarno-białego czy jaszczurkołapa. Samica składa 1–2 jaja i to głównie ona zajmuje się wysiadywaniem, które trwa około 42 dni; w tym czasie samiec dostarcza jej do gniazda pożywienie. Pisklęta wykluwają się asynchronicznie, czasami w odstępie 15 dni, i początkowo są karmione głównie przez samca. Opuszczają gniazdo w wieku około 53 dni, ale są jeszcze zależne od rodziców przez około 2–3 miesiące.

## Status
Międzynarodowa Unia Ochrony Przyrody (IUCN) uznaje orlika długoczubego za gatunek najmniejszej troski (LC – least concern) nieprzerwanie od 1988 roku. Trend liczebności populacji uznaje się za wzrostowy.